# 下俊介
下 俊介（しも しゅんすけ、1981年2月17日 - ）は、世界ジュニア選手権入賞経験のある日本の陸上競技選手。専門は棒高跳。群馬県前橋市出身。前橋市立第一中学校、東京農業大学第二高等学校、日本体育大学卒業。

## 経歴
- 1995年 - 山梨で行われた全日本中学選手権で4m60をクリアし、準優勝。
- 1998年 - 香川で行われた全国高校総体で準優勝。
- 2000年 - チリ・サンティアゴで開催された第8回世界ジュニア選手権に出場。5m20をクリアし、7位入賞の快挙を成し遂げる。